# Ефимов, Анатолий Степанович
Анатолий Степанович Ефимов (7 января 1939 года, г. Ленинград, РСФСР, СССР, — 27 декабря 2023 года, г. Санкт-Петербург, Российская Федерация) — советский деятель, первый секретарь Навоийского областного комитета КП Узбекистана, второй секретарь ЦК КП Узбекистана. Член Бюро ЦК КП Узбекистана в 1989—1991 годах. Кандидат в члены ЦК КПСС в 1986—90 годах. Член ЦК КПСС в 1990—91 годах. Депутат Верховного Совета СССР 11-го созыва. Народный депутат СССР в 1989—1991 годах.

## Биография
В 1962 году окончил Ленинградский военно-механический институт.
В 1962—1965 годах — инженер-конструктор Центрального конструкторского бюро машиностроения Ленинградского станкостроительного завода имени Свердлова.
В 1965—1969 годах — 2-й секретарь, 1-й секретарь Калининского районного комитета ВЛКСМ города Ленинграда.
Член КПСС с 1966 года.
В 1969—1970 годах — инструктор Ленинградского областного комитета КПСС.
В 1970—1971 годах — секретарь Ленинградского областного комитета ВЛКСМ. В 1971—1973 годах — 1-й секретарь Ленинградского областного комитета ВЛКСМ.
В 1973—1976 годах — секретарь партийного комитета Тихвинского производств производственного объединения «Кировский завод».
В 1976—1982 годах — 2-й секретарь, 1-й секретарь Тихвинского городского комитета КПСС Ленинградской области.
В 1982—1986 годах — 1-й секретарь Выборгского районного комитета КПСС города Ленинграда.
В 1984 году окончил Академию общественных наук при ЦК КПСС.
В 1986—1988 годах — 1-й секретарь Навоийского областного комитета КП Узбекистана.
В 1988—1989 годах — председатель Комитета народного контроля Узбекской ССР.
29 июля 1989 — 14 сентября 1991 — 2-й секретарь ЦК КП Узбекистана.
В 1991—1992 годах — генеральный директор фирмы «Экопром» в городе Ташкенте.
С 1992 года — заместитель генерального директора, с 1995 по 2004 год — генеральный директор, вице-президент — председатель исполкома Ассоциации экономического взаимодействия территорий Северо-Запада Российской Федерации, член президиума Союза промышленников и предпринимателей в Санкт-Петербурге.
Потом — на пенсии в Санкт-Петербурге.

## Награды и звания
- два ордена Трудового Красного Знамени (1975, 1981)
- орден «Знак Почета» (1973)
- медали